# أحمد ندا
الشيخ أحمد ندا (1852 - 1932) قارئ قرآن مصري ويعد أحد أعلام هذا المجال البارزين، من مواليد حي البغالة بالقاهرة. هو مؤسس مدرسة تلاوة القرآن المصرية الحديثة، عاصر ثلاثة قراء كبار هم محمود القيسونى، وحسن الصواف، وحنفى برعي، لكن الشيخ أحمد ندا ابتكر طريقته الخاصة في التلاوة التي لم يسبقه إليها أحد، فكانت قراءته لا تلتزم لوناً واحداً، وإنما تتجول بين فنون التنغيم وجمالياتها، فاكتسب شهرة كبيرة، وتتلمذ على يديه الكثيرون، لكنه توفي دُون أن يترك تسجيلًا يعبر عن صوته، وإنما عرف تاريخه من روايات من استمعوا إليه.

## مولده ونشأته
وُلد أحمد ندا عام 1852 في حي البغالة بالقاهرة وكان أصله مِن مدينة المحلة الكبرى بالغربية، لأب يعمل مؤذنًا في مسجد السيدة زينب رضي الله عنها.. حفظ القرآن صغيرًا وامتلك مفاتيح موهبة لم توجد مثلها في هذا الزمان فكان أول نجم يتلألأ في دولة التلاوة في عصرنا الحديث.. عندما بدأ الشيخ الشاب أحمد ندا الحسني طريقه في دولة التلاوة، كان المُقدمون من القراء الذي ذاع صيتهم في البلاد ثلاثة هم: محمود القيسوني، وحسن الصواف، وحنفي برعي، لكن أولهم كان المؤذن الخاص للخديوي في ذلك الوقت، وبالتالي لم يكن يؤجر على القراءة في مناسبات الناس، وسرعان ما التحق الشيخ الشاب بالاثنين الآخرين، فأصبح ثالث ثلاثة، ومع الوقت ارتفع صيته بالبلاد متخطيا شهرة الشيخين كبيري السن، وتفوق عليهم.

## نبوغه وشهرته
كانت قوة الصوت في ذلك الزمان أحد المعايير الهامة التي بها يكتمل جمال الأداء في عصر لم يكن ظهر به الميكروفون بعد! وكانت هذه واحدة من أهم نقاط القوة لدى «ندا»، فقد ورث الصوت القوى عن والده الذي كان يصف بصاحب الصوت الجهير، إلى جانب الموهبة التي كان الزمان يُصقلها فيزداد الصوت حلاوة مع تلاوة القرآن وسحر بيانه، فيتعلق بصوت الشيخ السامعين، ويتبعه المريدين، وهو يقلب الموازين المتعارف عليها حينذاك، ويخلق خلقا جديدا على يديه مؤسسا لدولة التلاوة في العصر الحديث ويتبعه في ذلك العديد من القراء، ويصف «البشري» طريقته في الأداء بقوله: «كان يقرأ فلا يلتزم لونا واحدا، وإنما يتجول بين فنون من التنغيم ليلتمس أندر جمالياتها وأصعبها أداء، ومن ثم اكتسب شهرة في اصطياد المبتكرات، وفي الإبداع بالتجديد غير المسبوق، وتتلمذ عليه الكثيرون، حتى استحق أن يتصدر ريادة المقرئين في ذلك العصر»
كان الشيخ احمد ندا من أوائل الذين التفتوا إلى موهبة المطربة الصغيرة في ذلك الوقت أم كلثوم، وكان يطرب لصوتها ويقبل على سماعها في أي وقت وقد أحيت أم كلثوم حفل زواج ابنه محمود أحمد ندا، ورفضت أن تتقاضى أي أجر علي ذلك.

## أجره فِي المحافل
كان الشاب الأسمر النحيف يحقق كل يوم انتصارا جديدا، وينتقل من نجاح لآخر، لا يلتفت إلى ثورة بعض المشايخ علي طريقته الجديدة في التلاوة، واخذ يواصل طريقه يحقق كل يوم انتصار جديدا، ويجمع في كل يوم المزيد من الأنصار، وهكذا قلب الشيخ العبقرى أحمد ندا الموازين كلها وأولها أجر المقرئين، حيث وصل أجره خلال موجة الإفلاس التي ضربت البلاد عام 1915 م إلى جنيه فيما كان أجر الشيخ محمد رفعت يتقاضي خمسين قرش حسب ما أورده الأستاذ محمود السعدني في كتابه «ألحان السماء»، ووصل أجر الشيخ بعد ذلك إلى 5 جنيهات عن الليلة الواحدة، وجاب أقاليم مصر كلها يسهر في قصور البشوات ودور العمد والأعيان، ويهرع لسماعه الآلاف من المعجبين بصوته، ومرة أخرى ارتفع أجر الشيخ إلى 10 ثم إلى 20 ثم إلى 40 جنيه حتى وصل إلى 100 جنيه ذهب..!
وصلت شهرة الشيخ عنان السماء وكان أجره قد وصل إلى مائة جنيه ذهبا عن كل ليلة، وكان الرجل كريما ينفق على سعة ويوزع النفحات والصدقات وأصبح للشيخ ندا قصر يجتمع فيه الشعراء والأدباء ورجال الحكم والسياسة في بَر مصر.

## ندا والخديوي
كان للشيخ حنطور تجره ستة خيول، وكان نجاح الشيخ مصدر حسد الكثيرين، كما يحكي محمود السعدني في كتابه أن الحسد جعل البعض يوغل نفس الخديوي من هذا المقرئ صاحب العربة التي تجرها 6 خيول، فكيف يجرؤ رجل مصري من طبقة فقيرة ومعمم على الظهور في موكب مثل موكب الخديوي، ليصدر الخديوي فرمانا بأن يكتفي الشيخ ندا بزوج واحد من الخيول يجر عربته وتصادر العربة والخيول إذا أصر الشيخ على الظهور في نفس الموكب وآثر «ندا» أن يتحاشى حماقة الخديوي فاكتفى بحصانين اثنين لجر عربته، ولكن فرمان الخديوي كان سبب في ازدياد شعبية الشيخ.

## تسجيلاته
لسوء الحظ مستمعي القرآن أن الشيخ أحمد ندا رفض بشدة تسجيل القرآن الكريم على اسطوانات قائلا: «لا يليق أن يُحمل كلام الله في أسطوانات تتداولها الناس وتحملها بأيدِ قذرة وتلقى بها أحيانا على الأرض».

## قالوا عن الشيخ أحمد ندا
يصف طريقته في الأداء الكاتب عبد العزيز البشري الذي عاصره في كتابه (المختار) قائلا: «أبدع الشيخ أحمد ندا في فن ترتيل القرآن بِدَعًا لا عهد للناس بها من أول الزمان، ولن يزال يترسمها القارئون إلى بعيد من الزمان، فالشيخ ندا من أحد أولئك القلائل الذين لم يَجُدْ عليهم العلم بالفن وإنما أَجْدَوْا هم على الفن بما رزقوا من سلامة الفِطَر ودقة الإحساس، وتلك المواهب العظام! وهؤلاء أشبه بالقُمْرِيِّ إذا سجع وغرد، وبالجدول إذا تعطف في الروض وتأود، وبالبدر إذا استوي فأشرق نوره، وبالورد إذا تفتح فسطع عبيره، اسأل ما شئت من هؤلاء كيف صنع، وعمن أخذ وعلى يد من بَرَع، وخبرني بعد هذا الجوابَ» (المختار)
و قال البشري أيضًا يصف صوت الشيخ ندا في الترتيل: «وقد أبدع في فن ترتيل القرآن إبداعا لا عهد للناس به من أول الزمان، وكان صوته قويا شديد القوة، يرتفع إلى ما تنقطع دونه علائق غيره من الأصوات، وكان مع هذا عريضا بعيد العرض، حتى إذا جلجل وانصقل صار أشبه في وضوحه وبعد عرضه بصفحة الأفق ساعة يتصدع عمود الصباح» (الأعلام الشرقية 1/ 280)

## وفاته
لقد عاش الشيخ أحمد ندا عمره لا يكاد يستريح من السهر ليلة واحدة، ولقد يسهر الليلة في أسيوط، ويسهر التالية في المحلة الكبرى مثلًا، فيُجَلْجِل في الثانية كما يُصَلْصِل في الأولى، ما ترى على صوته أثرًا لضعف ولا انخذال حتى مات وهو يقرأ من آيات الكتاب الحكيم سنة 1932 م، بعد أن وضع معالم للطريق للقراء من بعده.
رحم الله الشيخ أحمد ندا رحمة واسعة وأسكنه فسيح جناته، جزاء ما قدم فِي خدمة كتاب الله عزّ وجل.